# Distretto di Shighnan
Il distretto di Shighnan è un distretto dell'Afghanistan appartenente alla provincia di Badakhshan. Viene stimata una popolazione di 14 027 abitanti (stima 2016-17).